# 目黒邸
目黒邸（めぐろてい）は、新潟県魚沼市にある歴史的建造物（民家）。1797年に建築された割元庄屋の役宅を兼ねた豪農の館。昭和49年（1974年）に重要文化財に指定された。

## 概要
目黒邸は、江戸時代後期の寛政9年（1797年）に豪農であった目黒家第11代当主の目黒五郎助が建てた、割元庄屋（大庄屋職）の役宅を兼ねた住宅である。豪雪地帯の民家の特徴である中門造りとなっており、近世村役人層の典型的な住宅として主屋1棟が昭和30年（1955年）に新潟県指定文化財に指定された。
その後、昭和49年（1974年）に主屋、中蔵、新蔵と関係資料が重要文化財に指定され、昭和53年（1978年）と平成5年（1993年）に宅地等が重要文化財に追加指定されている（指定物件の詳細については後述）。
現在は、新潟県立奥只見レクリェーション都市公園 須原公園の一部として利用されており、公園内には目黒邸資料館も設けられている。

## 指定文化財
以下の建造物4棟と土地が国の重要文化財に指定されている。
- 旧目黒家住宅（新潟県北魚沼郡守門村）4棟
  - 主屋（附 棟札2枚）　
  - 中蔵
  - 新蔵　
  - 新座敷（橡亭）（附 棟札1枚）
  - 宅地・原野 10,717.18平方メートル
  - （以下、附指定）
    - 石動社
    - 家作用材買入帳1冊
    - 家相図1枚

- 1974年（昭和49年）2月5日　主屋、中蔵、新蔵の3棟が重要文化財に指定。他に、家作用材買入帳1冊と家相図1枚が住宅の附（つけたり）として指定、棟札2枚が主屋の附として指定される[3]。
- 1978年（昭和53年）5月31日　宅地4,513.8平方メートルが追加指定される[4]。
- 1993年（平成5年）4月20日　橡亭（ちょてい）と称される新座敷1棟が追加指定されるとともに、既指定の宅地の周囲の宅地・原野6,203.38平方メートルが追加指定され、土地指定の面積は計10,717.18平方メートルとなる。他に屋敷内に建つ目黒家の鎮守の石動社1棟が住宅の附として指定、棟札1枚が新座敷の附として指定される[5][6]。

## 主な建造物

### 主屋
寛政9年（1797年）に建てられた主屋は茅葺屋根、寄棟造で桁行16間、梁間6間。正面の表中門は入母屋造で、懸魚のつく千鳥破風の屋根が役宅に威厳を添える。
主屋の構造は上屋と下屋からなり、屋根裏の小屋組は太い丸太を組む叉首組と梁に束を組み重ねる二重梁からなる。また特徴として、建物にはクギを使わない代わりにくさび止めが使用されている。小屋組と太い上屋柱、梁、指鴨居、敷居が茅葺の大屋根を支え、3メートルを越す豪雪に耐えて、創建当時の姿を今日に伝えている。
主屋は表中門の玄関から入ると、土間、大火棚が吊るされた炉地、控の間、馬屋、カチャ、下流場、奉公人部屋などがあり、土間からは高い敷居を越え、茶の間に上がる。囲炉裏の上手は仏間、土間から右手は番頭が帳付けをした広間と寝部屋の番頭部屋がある。次の槍の間は槍掛があり、表には式台状の縁が張られている。藩の役人はこの縁から槍の間、中の間、奥座敷へ通された。奥座敷の裏手は家族の寝室や居間として使われた奥寝間、新寝間がある。
住宅奥には目黒家最盛期の明治34年（1901年）に建てられた「橡亭（ちょてい）」がある。橡亭は銅板葺、寄棟造。茶室、大床、書院等を備えた木造2階の数寄屋造りで、建材は各地の銘木を用いている。

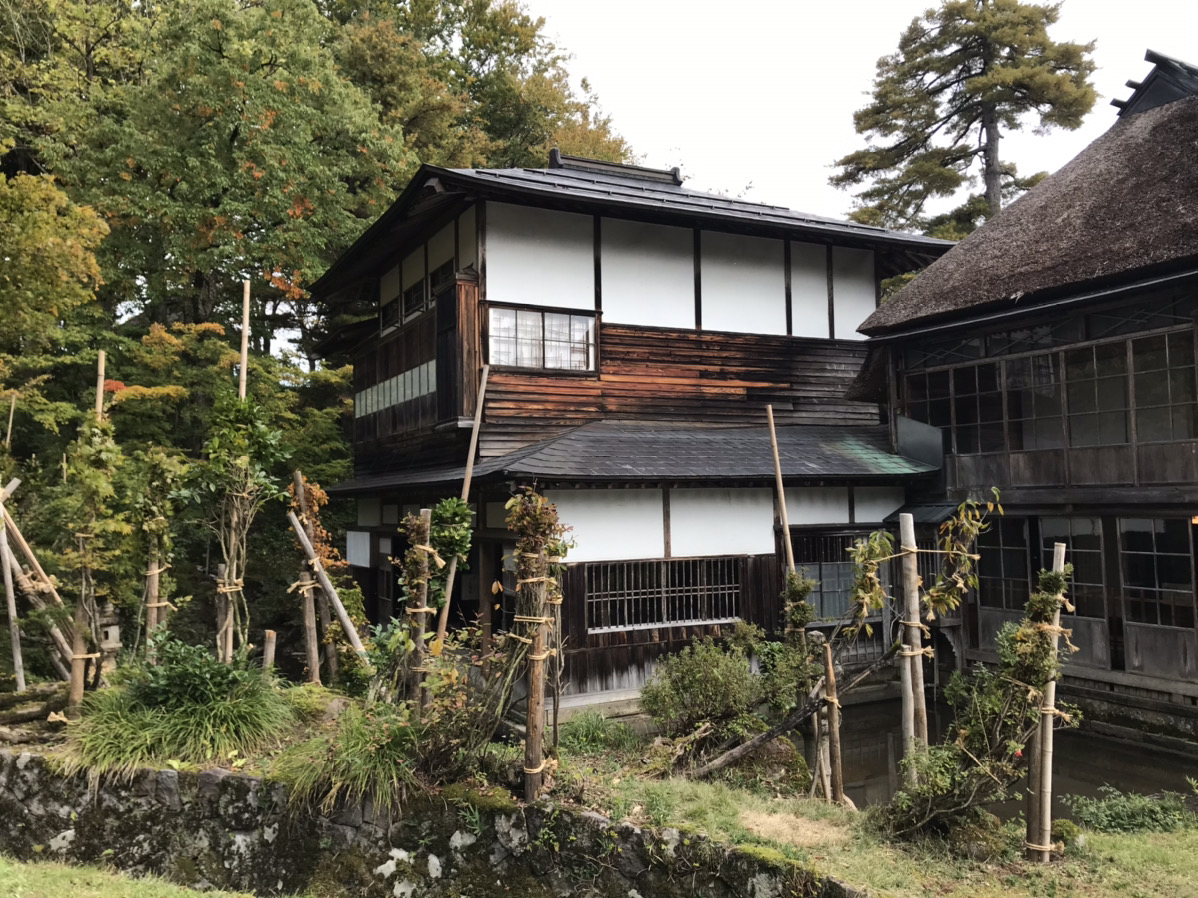
目黒邸の橡亭（新座敷）
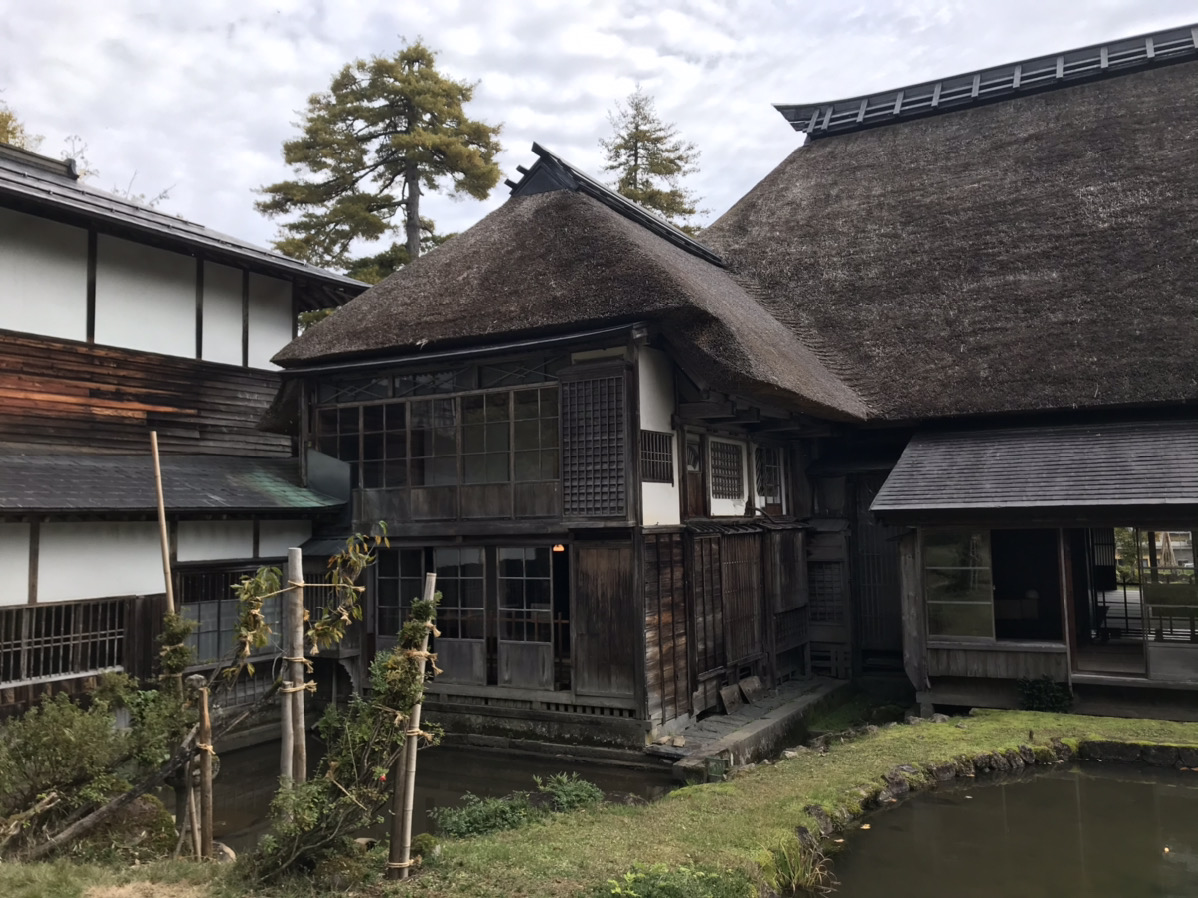
目黒邸の主屋背面（左は橡亭）
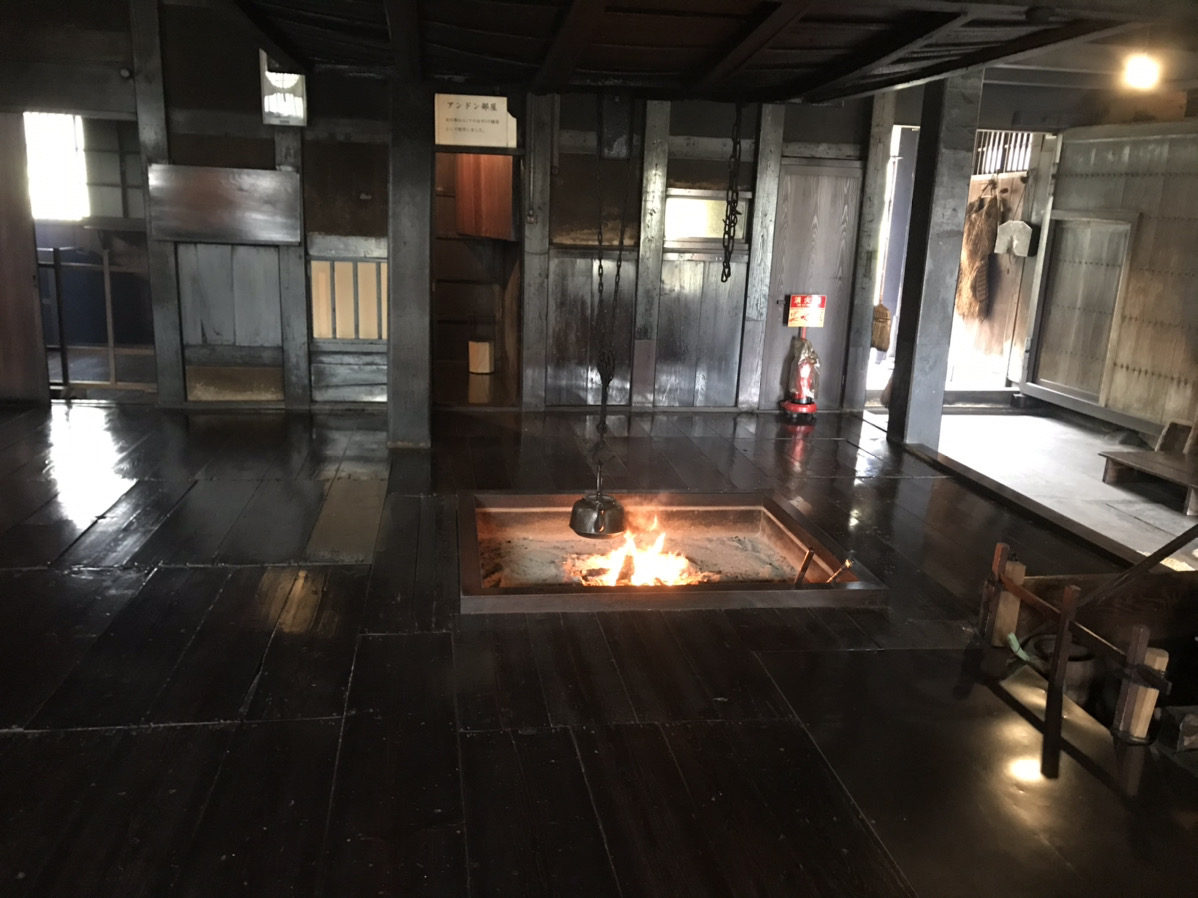
目黒邸の囲炉裏
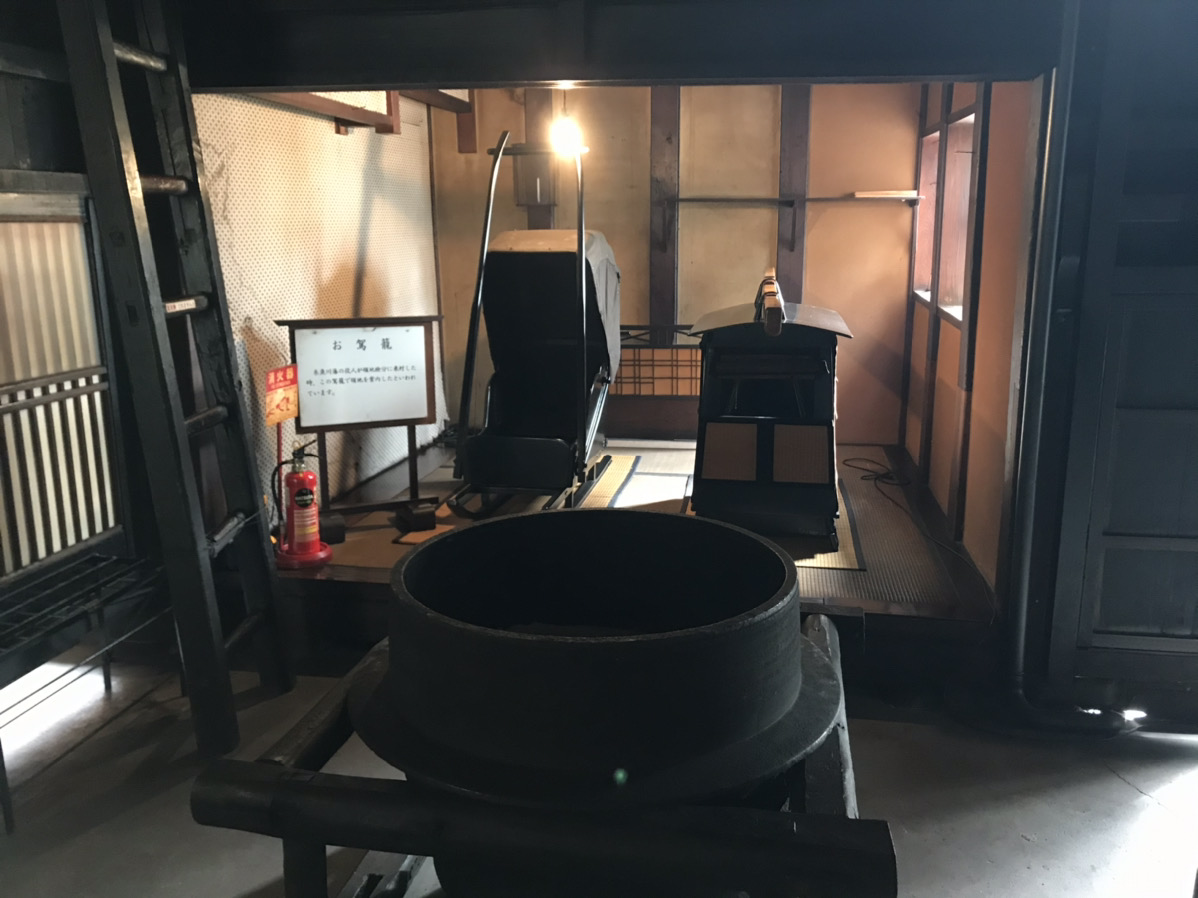
目黒邸内部の釜、籠、ソリ
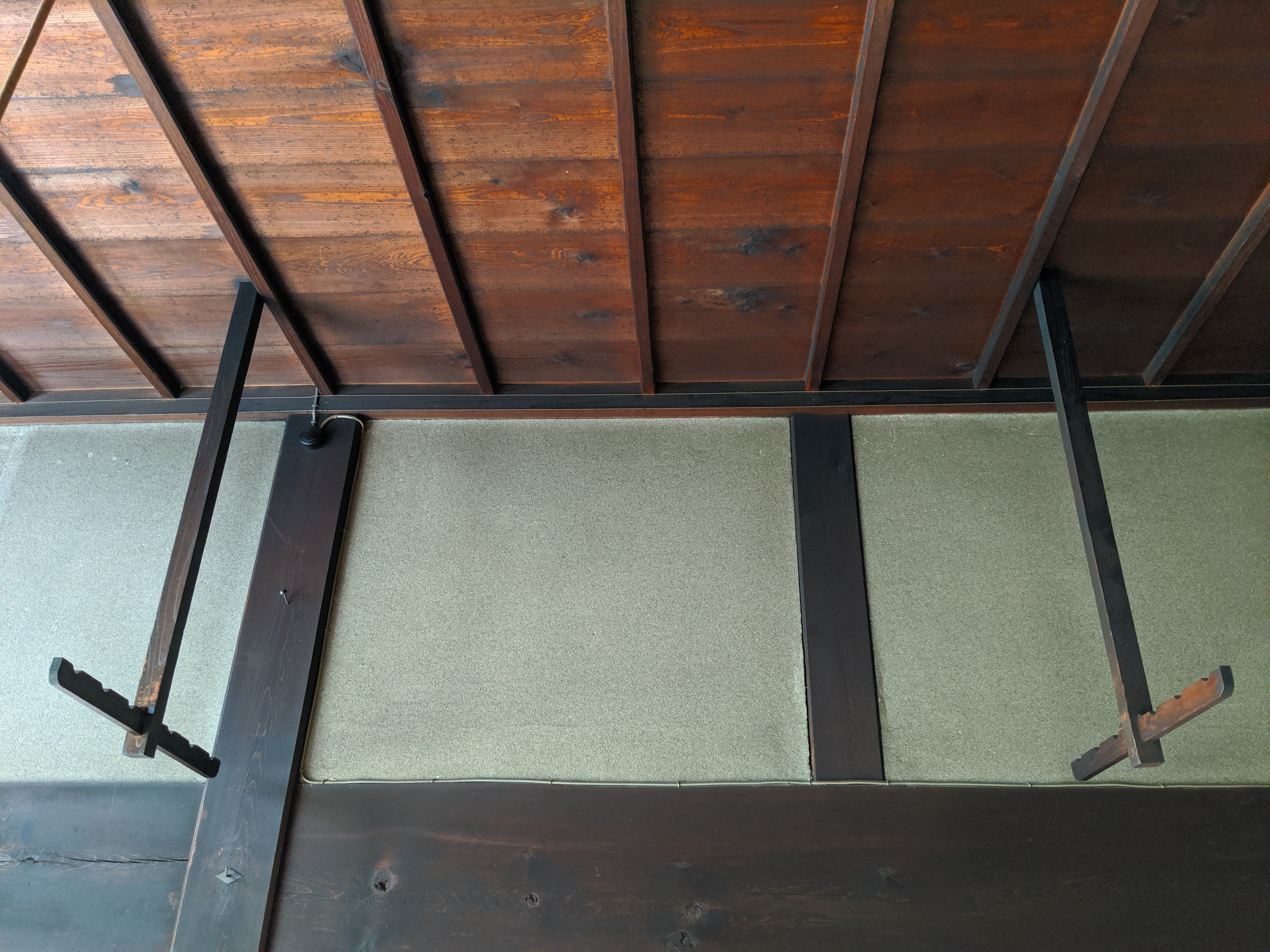
目黒邸にある槍掛け

### 蔵
主屋の裏には天保11年（1840年）建造の新蔵、明治4年（1871年）建造の中蔵が現存する。その他、かつては籾蔵、米蔵、みそ蔵、醤油蔵、酒蔵などがあり、今もその跡をとどめている。また随所に見られる石橋、石段等の石造物も往時をしのばせる。目黒家が邸内で行っていた酒造りは、現在は玉川酒造に受け継がれている。

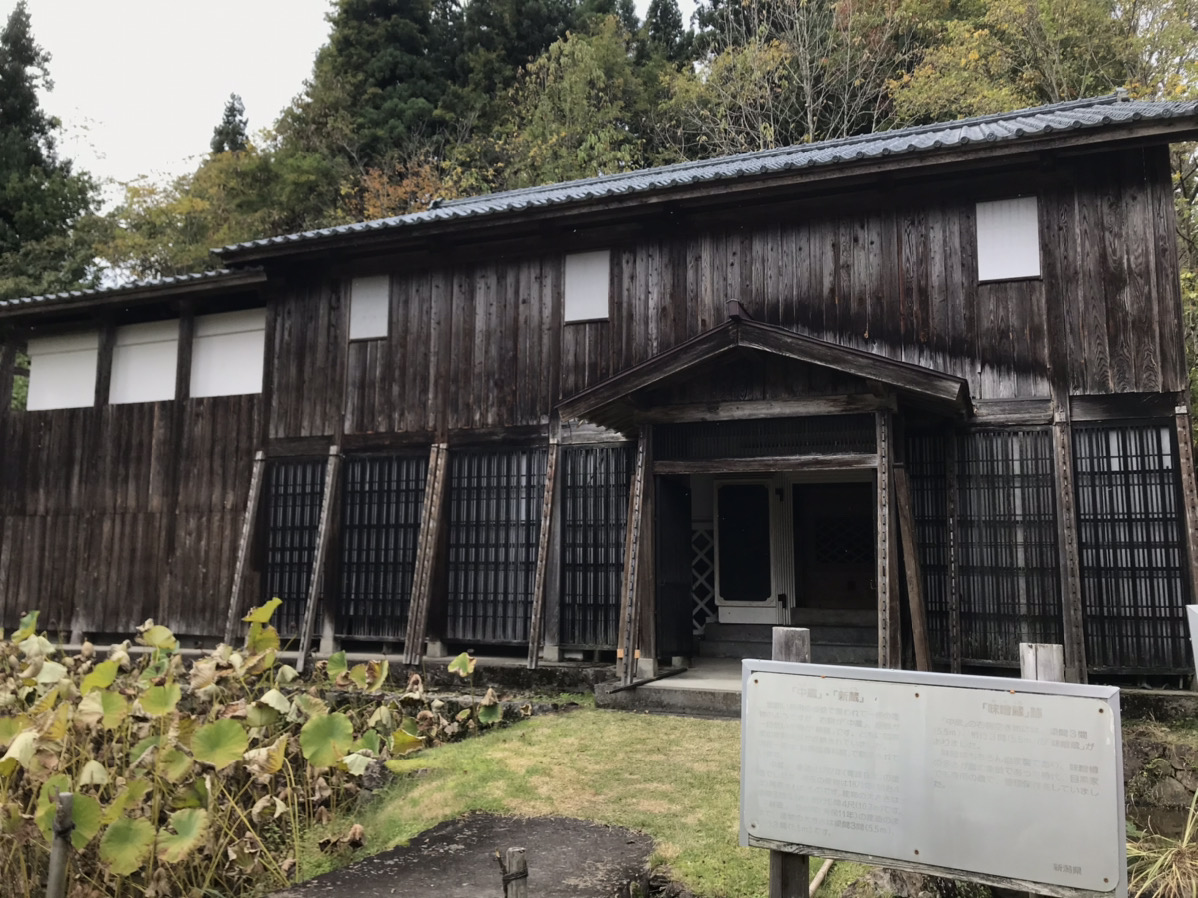
目黒邸の蔵の外観
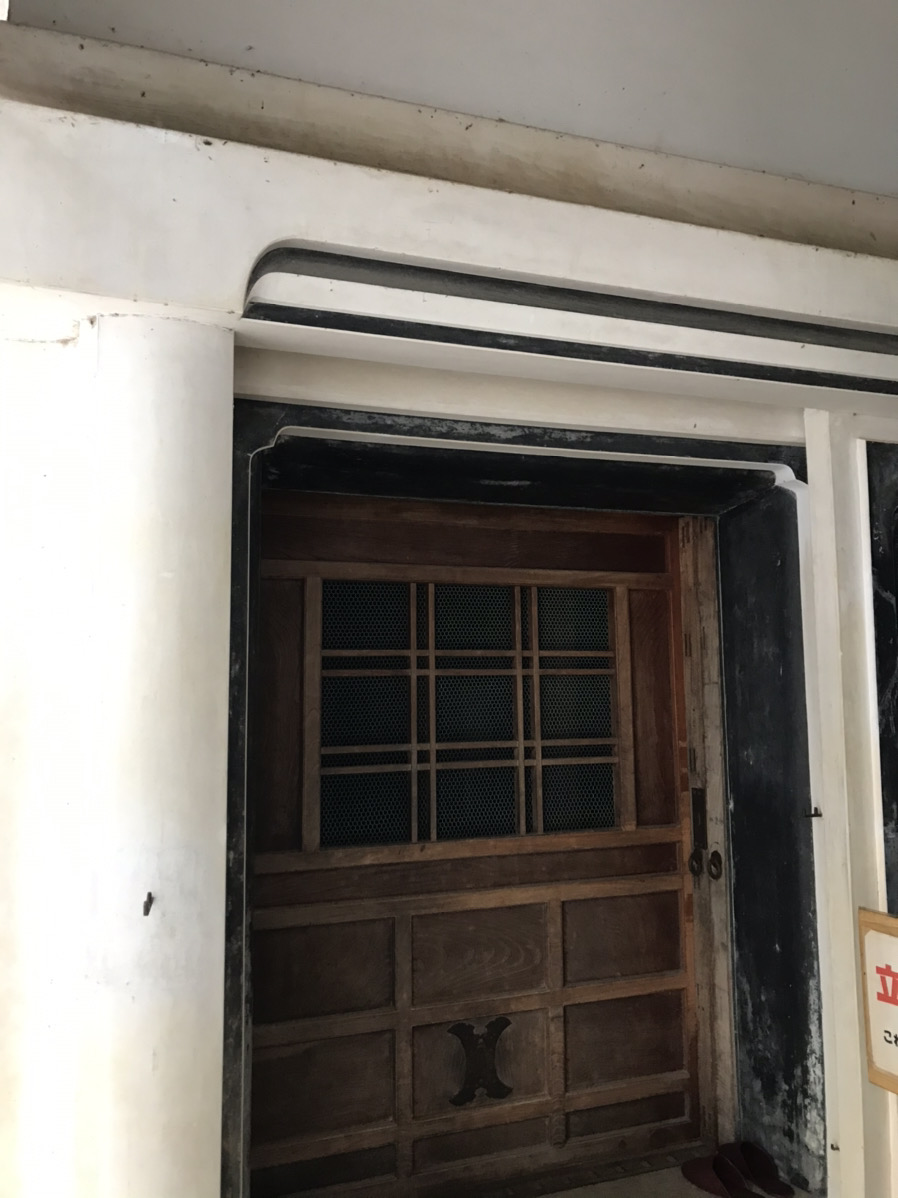
目黒邸の新蔵
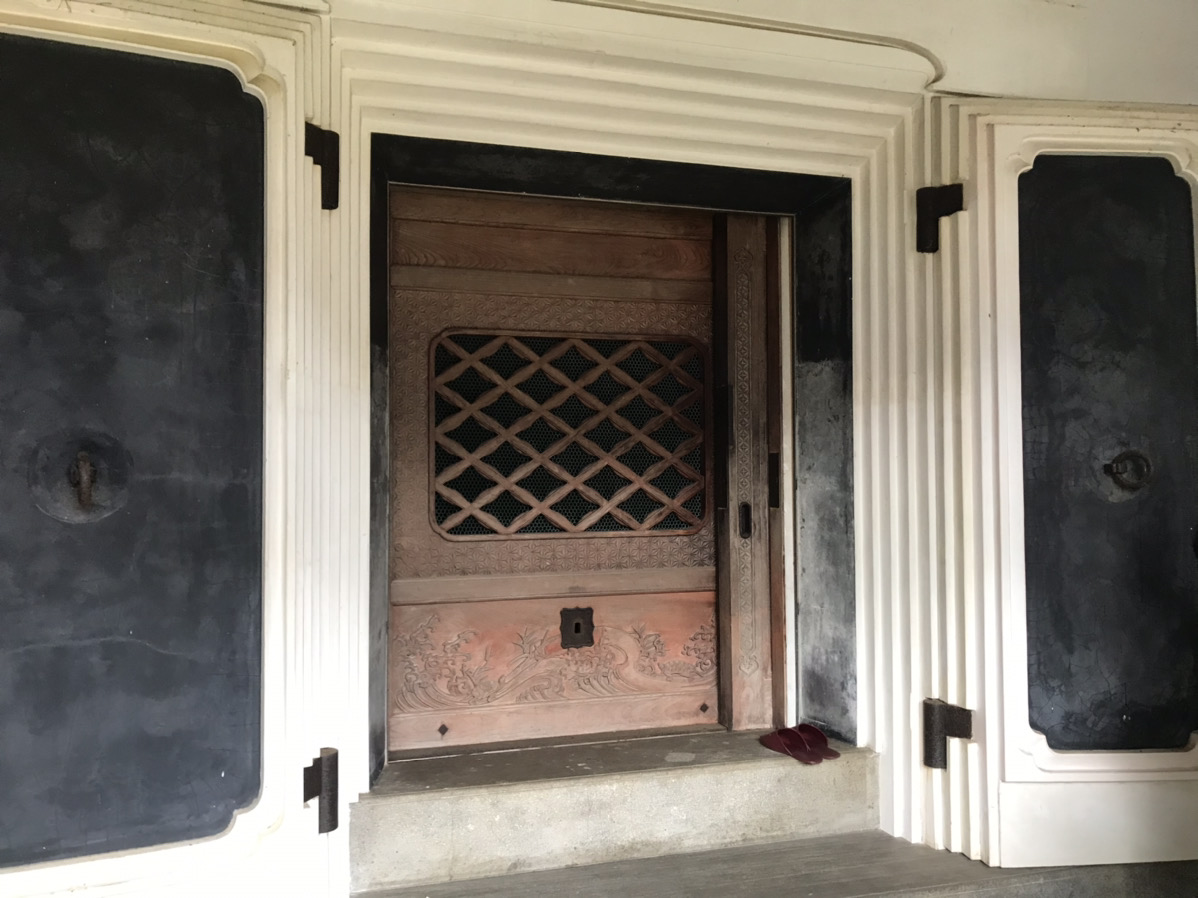
目黒邸の中蔵

### 庭園
奥座敷や中の間から畳廊下の小座敷越しに望まれる庭園は、江戸時代後期の築庭とみられる池泉回遊式庭園で、山手には内鎮守の石動社がある。飛び石、瀧、三尊石組が自然との調和を見せ、稲荷社の奥手には枯山水の石組もうかがえる。

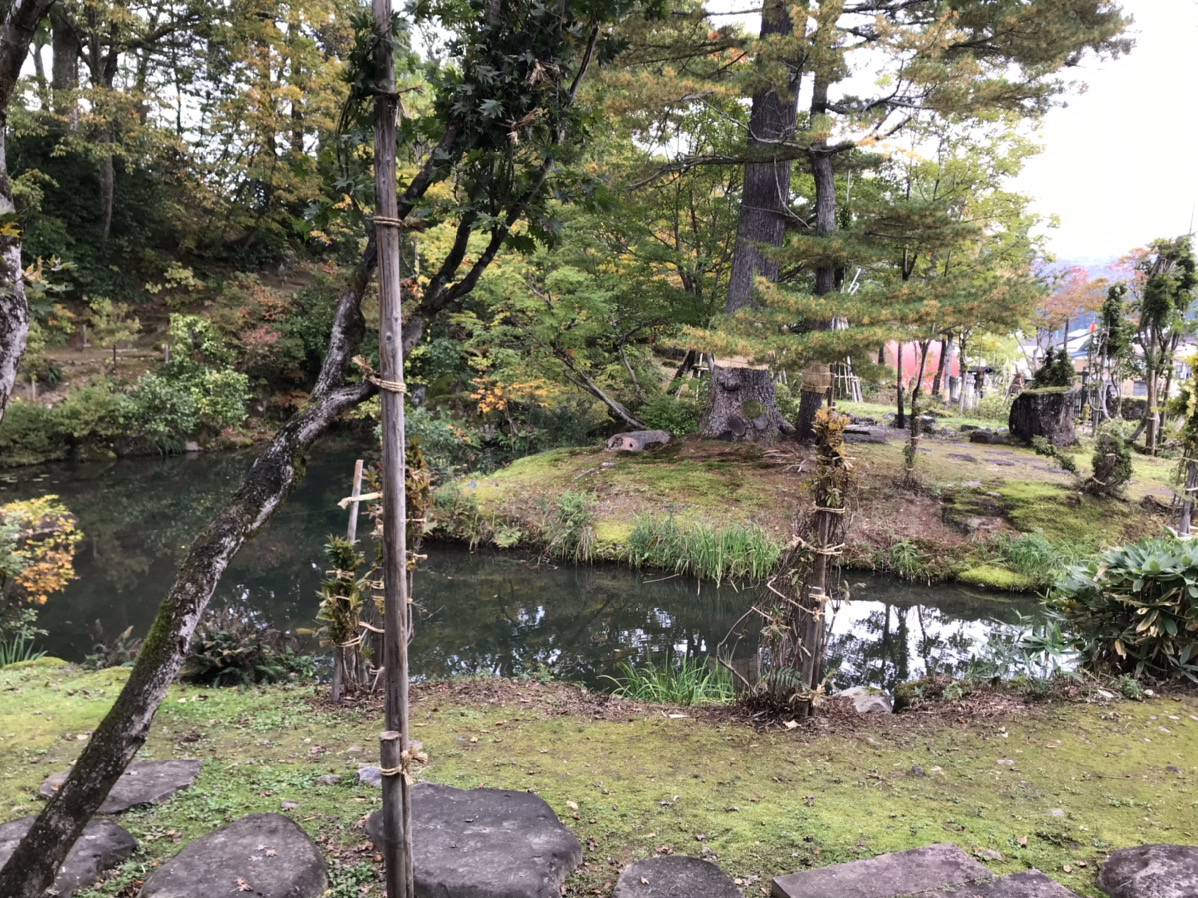
目黒邸の庭園

## 目黒家の系譜

### 近世
目黒家は戦国大名の会津蘆名氏に仕えていたが、同氏が摺上原の戦いで伊達政宗に敗れた後、天正18年（1590年）に越後魚沼の広瀬の地にて帰農したと伝えられる。目黒家初代の善右衛門は、江戸時代初期の慶長年間（1610年代）に上条郷15ヶ村の肝煎役を務めた。
高田藩領の時代、寛永18年（1641年）に尾瀬に水源をもつ只見川の上流で上田銀山が発見される。これに端を発した会津と越後の国境争論が発生した際には、2代彦兵衛は越後の代表として正保2年（1645年）に江戸に赴き、大老酒井忠勝ら幕閣に早期裁断を訴える等、大庄屋に並ぶ働きをした。
魚沼地方が天領であった元禄年間に目黒家は堀之内組のうち上条郷25ヶ村の庄屋の惣代、中庄屋になる。魚沼領はたびたび凶作、飢饉に見舞われたが、目黒家はその時々に救済策を行い、郷中の窮状を救った。
江戸時代中期の宝暦5年（1755年）、糸魚川藩領須原村の庄屋であった8代五郎助は割元役を命ぜられ、以後代々割元庄屋となり、苗字帯刀を許されて扶持を受け、近郷の割元庄屋とともに糸魚川藩魚沼領23ヶ村の大庄屋職を勤め、明治初年に至る。安永年間には、所持高140石余、造酒200石、奉公人20人を数えたと伝えられる。

### 近代
幕末の七品運上品替反対の一揆、戊辰戦争などを経て近代を迎えると、15代徳松は明治13年（1880年）草創期の新潟県会議員に選ばれ、国会開設運動や政党結成に参加、明治25年（1892年）の第2回衆議院議員総選挙にて帝国議会の衆議院議員に選出された。16代孝平も明治45年（1912年）の第11回衆議院議員総選挙で衆議院議員に当選し、大正政変期の中央政界で活躍した。目黒家は大正7年（1918年）に新潟県で2番目となる自家用車を購入したとされ、目黒邸内には大正期のピアノなども残されている。
目黒家の経営規模は、大正9年（1920年）には2郡6ヶ村に及び、農地165町歩、小作人総数325人だった。目黒家は地方近代化の推進者として、農業をはじめ、金融業、製糸業、酒造業など各種産業の振興、須原小学校の建設など教育の振興、橡亭の建造や自動車、ピアノ、電話、ラジオなど文化的生活の導入、現在の国道252号線や国道290号線の一部である栃尾小出線など道路の整備、鉄道只見線の敷設、水力発電所の建設に尽力するなど、多くの功績を残した。

## その他
- 宮尾登美子原作、浅野ゆう子主演の映画「藏」（東映、1995年公開）のロケ地となった。
- 2009年放送の天地人 (NHK大河ドラマ)の最終回のロケ地となった[11]。

## ギャラリー

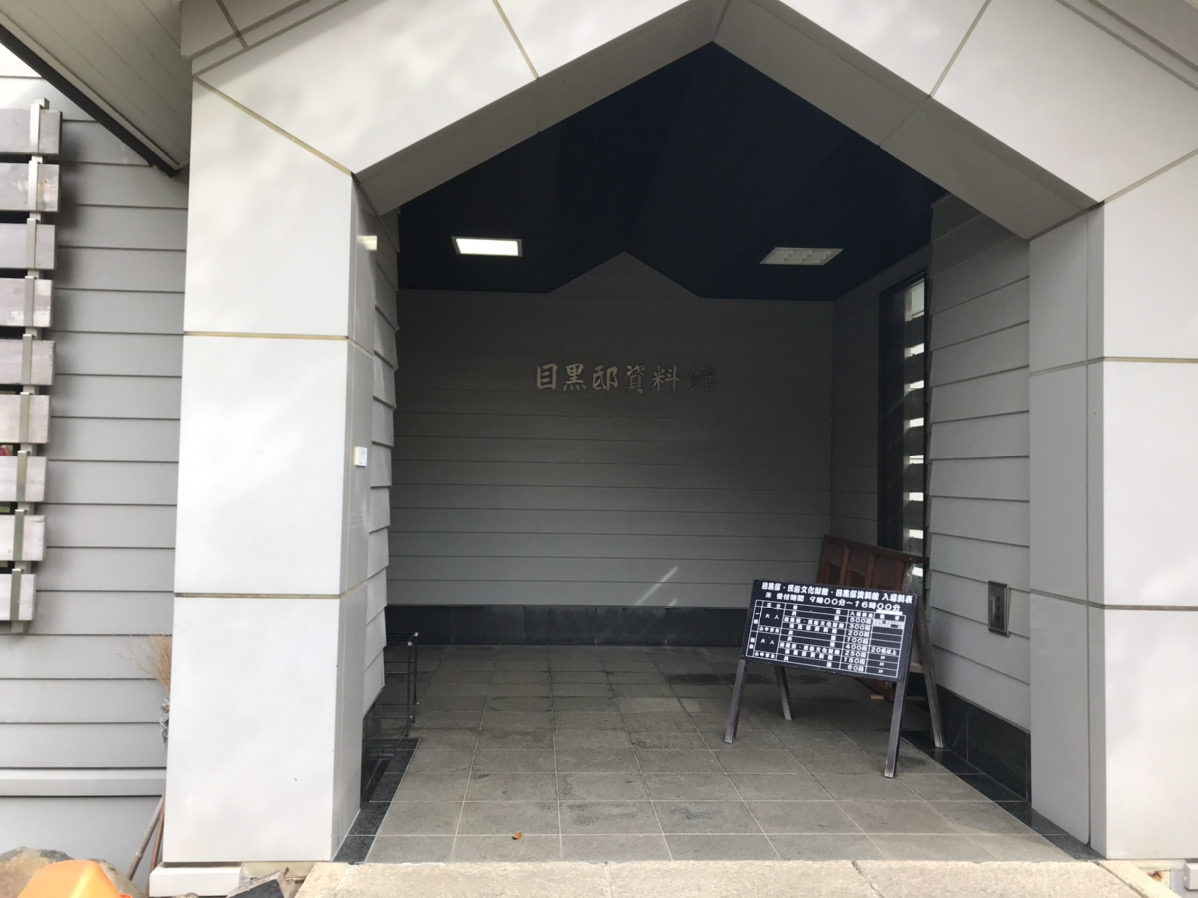
目黒邸資料館
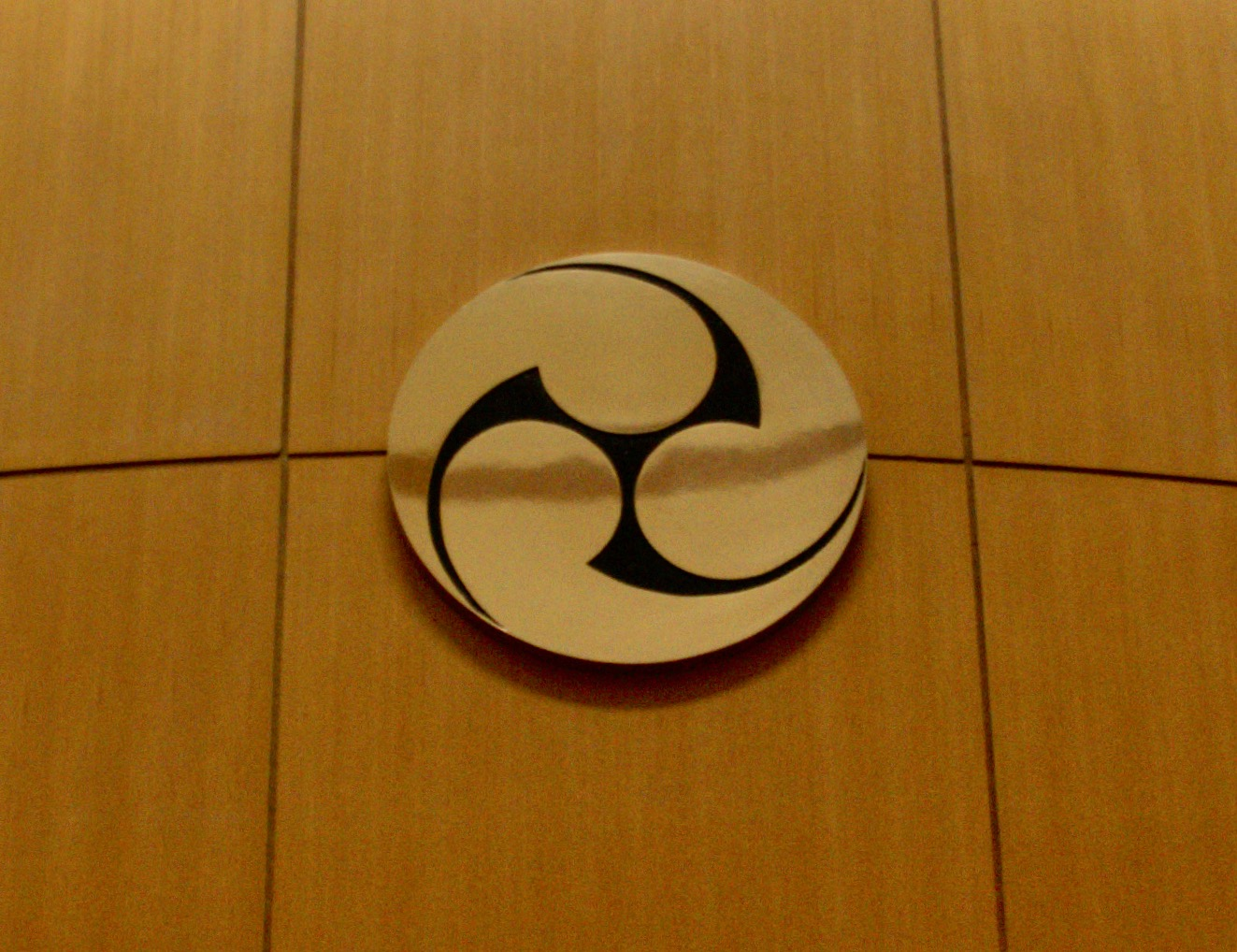
目黒家の家紋（目黒邸資料館に掲示）

## 周辺施設
- 守門民俗文化財館
- 奥只見レクリェーション都市公園 須原公園
- 目黒邸資料館
- 須原スキー場
- 玉川酒造
- 絵本の家ゆきぼうし
- 自然科学館　星の家
- 佐藤家住宅（重要文化財）
- 松坂観音堂

## アクセス
- 関越自動車道魚沼ICから20分
- 関越自動車道堀之内ICから20分
- JR只見線越後須原駅から徒歩約3分
- 南越後観光バス UA 小出＝貫木・穴沢線 「須原駅角」バス停より徒歩約2分